# Gruber-Hirnkogel
Gruber-Hirnkogel är ett berg i Österrike.   Det ligger i distriktet Murtal och förbundslandet Steiermark, i den centrala delen av landet, 180 km sydväst om huvudstaden Wien. Toppen på Gruber-Hirnkogel är 1 939 meter över havet.
Terrängen runt Gruber-Hirnkogel är kuperad norrut, men söderut är den bergig. Runt Gruber-Hirnkogel är det ganska glesbefolkat, med 22 invånare per kvadratkilometer.. Närmaste större samhälle är Bretstein, 8,0 km öster om Gruber-Hirnkogel. 
I omgivningarna runt Gruber-Hirnkogel växer i huvudsak blandskog.